# Kathleen Turner
Mary Kathleen Turner (Springfield, 19 giugno 1954) è un'attrice statunitense.
Ha partecipato a numerosi film di successo, tra cui Brivido caldo (1981), All'inseguimento della pietra verde (1984), L'onore dei Prizzi (1985), Turista per caso (1988), La guerra dei Roses (1989) e Il giardino delle vergini suicide (1999), aggiudicandosi due Golden Globe nella sezione migliore attrice in un film commedia o musicale per All'inseguimento della pietra verde e L'onore dei Prizzi. Ha ricevuto una candidatura al premio Oscar alla miglior attrice per la sua interpretazione nel film Peggy Sue si è sposata (1986).

## Biografia
Nata Mary Kathleen Turner, ha due fratelli e una sorella. Essendo i suoi genitori diplomatici di carriera, ha vissuto i primi anni in quattro paesi stranieri (Canada, Cuba, Venezuela, e Inghilterra). Da giovane ha praticato la ginnastica artistica. Mentre frequentava la scuola superiore a Londra, andava anche a lezione di teatro alla Central School of Speech and Drama. Suo padre, Allen Richard Turner, visse in Cina per molti anni ed era un diplomatico dei servizi esteri che venne imprigionato dai giapponesi per quattro anni durante la Seconda guerra mondiale. Alla sua morte, avvenuta per trombosi coronarica nel 1972, la famiglia ritornò negli Stati Uniti.
Ha frequentato la Missouri State University di Springfield per due anni, successivamente ha ottenuto il diploma di "Bachelor of Fine Arts" dalla University of Maryland Baltimore County nel 1977. Nel 1978 grazie alla sua statura (178 cm) e alla voce roca venne ingaggiata come la seconda Nola Turner nella soap-opera diurna della catena TV NBC The Doctors, ma fu licenziata l'anno successivo perché i produttori sostenevano che "non fosse sufficientemente attraente". L'attrice ebbe la sua rivincita, poiché pochi anni dopo divenne una acclamata stella cinematografica con il ruolo da protagonista in Brivido caldo (1981), che alcuni considerano uno dei film più sexy nella storia del cinema (con la Turner che rese una delle performance softcore più sensuali). Dello stesso genere è l'eccentrico China Blue (1984) di Ken Russell, dove interpretò una disegnatrice di moda di giorno e prostituta di lusso di notte.
La Turner rimase una diva di grande successo fino ai primi anni novanta. Durante il suo apogeo come stella, è stata protagonista in All'inseguimento della pietra verde (1984) con Michael Douglas, L'onore dei Prizzi (1985) con Jack Nicholson, Peggy Sue si è sposata (1986) con Nicolas Cage, l'italiano Giulia e Giulia (1987) e La guerra dei Roses (1989) con Michael Douglas e Danny DeVito. Nei suoi film eseguì tutte le scene, comprese quelle comportanti un pericolo oppure prestanza atletica, senza richiedere controfigure; per questo si ruppe il naso nel film Detective coi tacchi a spillo (1991), in cui interpretò il ruolo di V.I. Warshawski, personaggio che ripropose negli anni novanta sul quarto canale radiofonico della BBC, nella riduzione in sceneggiato di alcuni libri di Sara Paretsky).
Nel 1992 le viene diagnosticata l'artrite reumatoide, problema che l'attrice ha tenuto nascosto ai media per molto tempo e che la condusse all'alcolismo e ad un declino professionale negli anni novanta. Anche il suo cambiamento fisico e l'accanimento dei media nei suoi confronti, che la descrivevano come una diva alcolizzata ed impossibile, contribuirono al suo allontanamento dalle produzioni più importanti. 
Ha rifiutato i ruoli da protagonista in Ghost e in I ponti di Madison County, entrambi diventati grandi successi. È apparsa in film a basso budget o indipendenti che però non hanno avuto grandi riscontri al botteghino.
In seguito alla remissione della malattia, grazie alle nuove cure farmacologiche, e ad un ricovero per disintossicarsi dai suoi problemi con l'alcol, è riapparsa in televisione in molte serie televisive come guest star, tra cui Friends (nella allora controversa parte del padre transessuale di Chandler Bing) e nel 2006 in Nip/Tuck, interpretando un'operatrice di telefonia erotica che necessitava di un intervento chirurgico alla laringe, e ha anche interpretato un avvocato difensore in Law & Order - I due volti della giustizia. Nel 2009 ha interpretato il ruolo del capo sessualmente iperattivo di Charlie Runkle nella terza stagione della serie televisiva Californication. 
In anni recenti è apparsa in due episodi della serie The Path (2016-2017), ha recitato in un episodio della serie antologica Dolly Parton: Le corde del cuore (2019) e ha recitato come guest star in due episodi della serie comica della CBS Mom nel 2020. Su Netflix è apparsa nella serie serie Il metodo Kominsky, dove ha ritrovato il collega Michael Douglas per la prima volta dopo La guerra dei Roses.
Non ha comunque smesso di recitare per il cinema, apparendo in piccoli ruoli nei film Il giardino delle vergini suicide, Io & Marley e Scemo & + scemo 2.
In anni recenti la Turner è tornata a recitare da protagonista in molti film indipendenti come The Perfect Family (2011), Un matrimonio fuori controllo (2017), The Swearing Jar e The Estate (entrambi del 2022).
Molto intensa anche l'attività del doppiaggio già dagli anni ottanta. Di Kathleen Turner è la voce (non menzionata nei titoli) di Jessica Rabbit nella versione originale del cartone-noir Chi ha incastrato Roger Rabbit del 1988. In seguito ha ripreso la voce della Rabbit in molti dei corti animati del franchising, e ha prestato la voce in diverse serie animate come I Simpson (è la voce di Stacy Lovell, creatrice della bambola Malibu Stacy nell'episodio Lisa contro Malibu Stacy), King of the Hill, I Griffin, Rick and Morty, Summer Camp Island, HouseBroken e molte altre.
La Turner ha suscitato grandi consensi anche in teatro, dove ha recitato nel 2000 come Mrs. Robinson nelle repliche londinesi di Il laureato o nel ruolo di Martha, l'antieroina di mezz'età nella commedia di Edward Albee, Chi ha paura di Virginia Woolf?, messa in scena a Broadway nel 2005.

## Vita privata
Nel 1992, durante le riprese de La signora ammazzatutti iniziò ad avvertire dolori e febbri inspiegabili. Circa un anno dopo scoprì che si trattava dell'artrite reumatoide. Quando le fu diagnosticata la malattia, l'attrice riusciva a malapena a girare la testa o camminare, e le fu detto che sarebbe finita su una sedia a rotelle. Di questo periodo, ha detto: "Il mio corpo poteva rispondere solo con un dolore lancinante ogni volta che provavo a muovermi. Le articolazioni delle mie mani erano così gonfie che non riuscivo a tenere in mano una penna o un bicchiere d'acqua. Non potevo prendere in braccio mio figlio, i miei piedi si gonfiavano così tanto che non potevo infilargli le scarpe".
L'aspetto fisico della Turner è cambiato dopo la diagnosi di artrite reumatoide. "La stampa è stata spietata", afferma nel suo libro di memorie. "Mi hanno massacrato dicendo che ero diventata grassa e irriconoscibile perché ero una diva arrabbiata, sfinita, una fuori controllo, quando in realtà i cambiamenti del mio aspetto fisico erano causati da farmaci e chemioterapia e non erano sotto il mio controllo. Tuttavia, non ho rivelato pubblicamente ciò che mi stava accadendo".
Il 3 dicembre del 1999 si è ricoverata nella clinica per alcolisti Marworth a Waverly, in Pennsylvania, per persistente abuso di alcool. A causa di questi problemi, la sua attività ha subito notevoli rallentamenti. Ha dato anche la colpa alla sua età, affermando:"quando avevo 40 anni i ruoli hanno iniziato a rallentare, ho iniziato a ricevere offerte per interpretare madri e nonne".
Con il progredire della sua artrite reumatoide, il consumo di alcol è diventato un problema: "All'inizio bevevo consapevolmente per alleviare il dolore, più tardi, dopo aver preso le nuove medicine e il dolore cominciò a diminuire, ho continuato a bere troppo, non ha danneggiato il mio lavoro, ma ha danneggiato me personalmente". Nel 2005, un articolo sul New York Times affermava: "Cominciarono a circolare voci secondo cui stava bevendo troppo". Nel suo libro di memorie, ha detto: "Ho continuato a lasciare che gli altri credessero tutto ciò che volevano sul mio comportamento e sui cambiamenti fisici. Molte persone credevano che fossi diventata un'accanita bevitrice. Non potevo confutarle pubblicamente perché credevo che fosse peggio che la gente sapesse che avevo questa terribile malattia. Mi avrebbero assunto se avessero pensato che fossi un'alcolizzata, perché capivano il bere, ma non mi avrebbero assunto se avessi avuto una malattia misteriosa e spaventosa, ho ritenuto che fosse imperativo tenere nascosta la mia artrite reumatoide".
Nonostante la terapia farmacologica volta ad alleviare la sua condizione, la malattia progredì per circa otto anni. Poi, grazie ai nuovi trattamenti disponibili, la sua artrite reumatoide è andata in remissione.
La Turner ha convissuto con il manager David Guc tra il 1977 e il 1982. Due anni dopo si è sposata con l'agente immobiliare di New York Jay Weiss; la coppia ha una figlia, Rachel Ann Weiss, nata il 14 ottobre 1987. Nel 2007 hanno divorziato. Nel 2005 ha dichiarato di voler lasciare New York e di trasferirsi in Italia e in Inghilterra, così motivando la sua scelta: "In Europa prendono in maggiore considerazione tutta la carriera, tutto il tuo lavoro, e non solo il tuo aspetto attuale. In Italia credo che le donne della mia età siano più rispettate". La Turner ha trovato ad Alatri, nel Lazio, la sua residenza italiana.

## Attività politica
Kathleen Turner è impegnata in Amnesty International e in diverse associazioni a scopo benefico e sociale. Ha più volte appoggiato i democratici. È stata tra le prime celebrità a sostenere John Kerry, invitandolo a vederla recitare in Chi ha paura di Virginia Woolf?

## Filmografia

### Attrice

#### Cinema
- Brivido caldo (Body Heat), regia di Lawrence Kasdan (1981)
- Ho perso la testa per un cervello (The Man with Two Brains), regia di Carl Reiner (1983)
- All'inseguimento della pietra verde (Romancing the Stone), regia di Robert Zemeckis (1984)
- Il nido dell'aquila (A Breed Apart), regia di Philippe Mora (1984)
- China Blue (Crimes of Passion), regia di Ken Russell (1984)
- L'onore dei Prizzi (Prizzi's Honor), regia di John Huston (1985)
- Il gioiello del Nilo (The Jewel of the Nile), regia di Lewis Teague (1985)
- Peggy Sue si è sposata (Peggy Sue Got Married), regia di Francis Ford Coppola (1986)
- Giulia e Giulia, regia di Peter Del Monte (1987)
- Cambio marito (Switching Channels), regia di Ted Kotcheff (1988)
- Turista per caso (The Accidental Tourist), regia di Lawrence Kasdan (1988)
- La guerra dei Roses (The War of the Roses), regia di Danny DeVito (1989)
- Detective coi tacchi a spillo (V.I. Warshawski), regia di Jeff Kanew (1991)
- La voce del silenzio (House of Cards), regia di Michael Lessac (1993)
- Coppia d'azione (Undercover Blues), regia di Herbert Ross (1993)
- Vado a vivere a New York (Naked in New York), regia di Dan Algrant (1993)
- La signora ammazzatutti (Serial Mom), regia di John Waters (1994)
- Moonlight & Valentino (Moonlight and Valentino), regia di David Anspaugh (1995)
- Un semplice desiderio (A Simple Wish), regia di Carl Reiner (1997)
- Bionda naturale (The Real Blonde), regia di Tom DiCillo (1997)
- Un genio in pannolino (Baby Geniuses), regia di Bob Clark (1999)
- Love and Action in Chicago, regia di Dwayne Johnson-Cochran (1999)
- Il giardino delle vergini suicide (The Virgin Suicides), regia di Sofia Coppola (1999)
- Beautiful - Una vita da miss (Beautiful), regia di Beeban Kidron (2000)
- L'estate della tua vita (Prince of Central Park), regia di John Leekley (2000)
- Io & Marley (Marley & Me), regia di David Frankel (2008)
- The Perfect Family, regia di Anne Renton (2011)
- Nurse - L'infermiera (Nurse 3D), regia di Douglas Aarniokoski (2013)
- Gods Behaving Badly, regia di Marc Turtletaub (2013)
- Scemo & + scemo 2 (Dumb and Dumber To), regia di Peter e Bobby Farrelly (2014)
- Emily & Tim, regia di Eric Weber, Sean Devaney - voce narrante (2015)
- Un matrimonio fuori controllo (Another Kind of Wedding), regia di Pat Kiely (2017)
- The Swearing Jar, regia di Lindsay MacKay (2022)
- The Estate, regia di Dean Craig (2022)
- The Long Game, regia di Jace Anderson (2024)

#### Televisione
- The Doctors – serial TV, 243 puntate (1978-1979)
- Dear America - Lettere dal Vietnam – documentario TV, narratrice (1987)
- Directed by – serie TV, 1 episodio (1994)
- Friend at Last – film TV (1995)
- Style & Substance – film TV (1996)
- Ripensando a quella notte (Legalise) – film TV (1998)
- Cenerentola per sempre (Cinderella) – film TV (2000)
- Friends – serie TV, 3 episodi (2001)
- Law & Order - I due volti della giustizia (Law & Order) – serie TV, 1 episodio (2006)
- Nip/Tuck – serie TV, 1 episodio (2006)
- Great Performances at the Met – serie TV, 1 episodio (2008)
- Californication – serie TV, 10 episodi (2009-2010)
- The Path – serie TV, 2 episodi (2016-2017)
- American Masters – serie TV, 1 episodio (2017)
- The Metropolitan Opera HD Live – serie TV, 1 episodio (2019)
- Dolly Parton: Le corde del cuore (Dolly Parton: Heartstrings) – serie TV, 1 episodio (2019)
- Lovestruck – film TV (2019)
- Il metodo Kominsky (The Kominsky Method) – serie TV, 6 episodi (2019-2021)
- Mom – serie TV, 2 episodi (2020)
- Infiltrati alla Casa Bianca - White House Plumbers (White House Plumbers) – miniserie TV, 4 puntate (2023)

## Doppiaggio
- GoBots: Battle of the Rock Lords - lungometraggio animato (1986)
- Chi ha incastrato Roger Rabbit (Who Framed Roger Rabbit) - voce Jessica Rabbit (1988)
- Una grossa indigestione (Tummy Trouble), corto animato (1989)
- Roger Rabbit sulle Montagne Russe (Roller Coaster Rabbit), corto animato (1990)
- Rabbit Ears: Rumpelstiltskin, corto animato, narratrice (1991)
- Curve pericolose (Trail Mix-Up), corto animato (1993)
- I Simpson (The Simpsons) (1 episodio, 1994)
- Bad Baby, lungometraggio animato (1997)
- Storie della mia infanzia, serie animata, 2 episodi (1998)
- King of the Hill, serie animata, 2 episodi (2000)
- National Geographic Kids: Creepy Creatures, corto animato (2000)
- Monster House, lungometraggio animato (2006)
- I Griffin, serie animata, 1 episodio (2017)
- 3 in mezzo a noi: I racconti di Arcadia, 1 episodio (2019)
- Rick and Morty (1 episodio, 2019)
- Summer Camp Island (1 episodio, 2020)
- I Maghi - I racconti di Arcadia (1 episodio, 2020)
- HouseBroken (1 episodio, 2022)

## Teatro (parziale)
- Sotto il segno dei Gemelli di Albert Innaurato, regia di Peter Mark Schifter. Helen Hayes Theater di Broadway (1978)
- Sogno di una notte di mezza estate di William Shakespeare, regia di David Chambers. Arena Stage di Washington (1981)
- La gatta sul tetto che scotta di Tennessee Williams, regia di Howard Davies. Eugene O'Neill Theatre di Broadway (1990)
- I parenti terribili di Jean Cocteau, regia di Sean Mathias. Ethel Barrymore Theatre di Broadway (1995)
- Il laureato, adattamento e regia di Terry Johnson. Plymouth Theatre di Broadway (2002)
- Chi ha paura di Virginia Woolf? di Edward Albee, regia di Anthony Page. Longacre Theatre di Broadway, Apollo Theatre di Londra (2005)
- High di Matthew Lombardo, regia di Rob Ruggiero. Booth Theatre di Broadway e tour USA (2011)
- The Killing of Sister George di Jeffrey Hatcher, regia di Kathleen Turner. Claire Tow Stage di New Haven (2012)
- Red Hot Patriot: The Kick-Ass Wit of Molly Ivins, di Margaret Engel e Allison Engel, regia di David Esbjornson. Geffen Playhouse di Los Angeles, Arena Stage di Washington (2012), Berkeley Repertory Theatre di Berkeley (2014)
- Madre Coraggio e i suoi figli di Bertolt Brecht, regia di Molly Smith. Arena Stage di Washington (2014)
- Bakersfield Mist, di Stephen Sachs, regia di Polly Teale. Duchess Theatre di Londra (2014)
- The Year of Magical Thinking di Joan Didion, regia di Gaye Taylor Upchurch. Arena Stage di Washington (2016)
- An Act of God di David Javerbaum, regia di David Saint. George Street Playhouse di New Brunswick (2017)
- A Little Night Music di Hugh Wheeler e Stephen Sondheim, regia di Hunter Foster. Ogunquit Playhouse di Ogunquit (2024)

## Riconoscimenti
- Premio Oscar
  - 1987 - Candidatura per la miglior attrice per Peggy Sue si è sposata
- Golden Globe
  - 1982 - Candidatura per il miglior interprete debuttante per Brivido caldo
  - 1985 - Migliore attrice in un film commedia o musicale per All'inseguimento della pietra verde
  - 1986 - Migliore attrice in un film commedia o musicale per L'onore dei Prizzi
  - 1987 - Candidatura per la migliore attrice in un film commedia o musicale per Peggy Sue si è sposata
  - 1990 - Candidatura per la migliore attrice in un film commedia o musicale per La guerra dei Roses

- Tony Award
  - 1990 - Candidatura per la miglior attrice protagonista in un'opera teatrale per La gatta sul tetto che scotta
  - 2005 - Candidatura per la miglior attrice protagonista in un'opera teatrale per Chi ha paura di Virginia Woolf?

## Doppiatrici italiane
Nelle versioni in italiano delle opere in cui ha recitato, Kathleen Turner è stata doppiata da:
- Rossella Izzo in Brivido caldo, L'onore dei Prizzi, Giulia e Giulia, Un semplice desiderio, Bionda naturale, Californication, The Path, Mom, Infiltrati alla Casa Bianca - White House Plumbers, The Estate
- Melina Martello in La guerra dei Roses, Detective coi tacchi a spillo, La voce del silenzio, La signora ammazzatutti, Moonlight & Valentino, Beautiful - Una vita da miss, Cenerentola per sempre
- Maria Pia Di Meo in Cambio marito, Coppia d'azione, Friends
- Livia Giampalmo in All'inseguimento della pietra verde, Il gioiello del Nilo
- Ada Maria Serra Zanetti ne Il nido dell'aquila, China Blue
- Serena Verdirosi in Peggy Sue si è sposata, Un genio in pannolino
- Ludovica Modugno in Nurse - L'infermiera, Scemo & + scemo 2
- Paila Pavese in Turista per caso, Nip/Tuck
- Stefania Romagnoli ne Il metodo Kominsky, Dolly Parton: Le corde del cuore
- Pinella Dragani in Ho perso la testa per un cervello
- Angiola Baggi ne Il giardino delle vergini suicide
- Paola Tedesco in Io & Marley

Da doppiatrice è sostituita da:
- Paila Pavese in Chi ha incastrato Roger Rabbit, Una grossa indigestione, Curve pericolose
- Anna Rita Pasanisi in Roger Rabbit sulle montagne russe
- Marzia Ubaldi in Storie della mia infanzia
- Leo Gullotta ne I Simpson
- Melina Martello in King of the Hill